# Luisa Francisca de Borbón
Luisa Francisca de Borbón (Tournai, 1 de junio de 1673-Palacio Borbón, 16 de junio de 1743), fue la mayor de las hijas sobrevivientes de la relación habida entre el rey Luis XIV de Francia y Madame de Montespan. Se dice que lleva el nombre de su madrina, Luisa de La Vallière, la mujer que su madre había reemplazado como la amante del rey. Antes de su matrimonio, era conocida en la corte como Mademoiselle de Nantes. 
Casada a la edad de once años, se hizo conocida como Madame la Duquesa, un título que mantuvo como viuda. Ella era duquesa de Borbón y princesa de Condé por matrimonio. Más tarde fue miembro destacado del cabale de Meudon, un grupo de personas que se centraron en Luis, el gran delfín, su medio hermano mayor. Mientras su hijo, Luis Enrique, duque de Borbón, era primer ministro de Francia, ella trató de promover su influencia política, pero fue en vano. 
Muy atractiva, tuvo una vida amorosa turbulenta y con frecuencia fue parte de escándalos durante el reinado de su padre, Luis XIV. Años más tarde, construiría el Palacio Borbón en París, la sede actual de la Asamblea Nacional de Francia, con la fortuna que acumuló al haber invertido mucho junto a John Law.

## Primeros años
Nació en Tournai el 1 de junio de 1673 mientras sus padres, Luis XIV y Madame de Montespan, se encontraban de gira militar. Después de regresar de Tournai, sus padres junto al resto de sus hermanos la pusieron al cuidado de Madame de Maintenon. El 19 de diciembre de 1673, Luis XIV legitimó a los hijos que había tenido con su amante en un proceso de legitimación que fue reconocido con cartas patentadas del Parlamento de París.  En el momento de su legitimación, su hermano mayor, Luis Augusto de Borbón, recibió el título de duque de Maine; el siguiente hermano mayor, Luis César de Borbón, se convirtió en conde de Vexin, mientras que Luisa Francisca recibió el título de cortesía de Mademoiselle de Nantes. Sus padres la habían apodado Poupotte por su aspecto de muñeca.
En el año posterior a su nacimiento, otro miembro se unió a la familia en su residencia en París: Luisa María Ana de Borbón, que había nacido en el castillo de Saint-Germain-en-Laye en noviembre de 1674. La joven Mademoiselle de Tours fue legitimada en 1676 y se convertiría en una gran amiga de Mademoiselle de Nantes. Su prematura muerte en 1681, la afectaría profundamente.
Después de la muerte de Mademoiselle de Tours, Madame de Montespan escribió al duque de Maine:

No te hablo de mi dolor, eres naturalmente demasiado bueno para no haberlo experimentado por ti mismo. En cuanto a Mademoiselle de Nantes, lo ha sentido tan profundamente como si tuviera veinte años y ya ha recibido las visitas de la Reina y Madame la Delfina.

Las Mesdemoiselles de Nantes y de Tours habían sido criadas juntas en una casa privada en la Rue de Vaugirard en París, donde los hijos ilegítimos del rey con Madame de Montespan habían sido escondidos de los ojos curiosos de la corte. Luisa Francisca nunca tendría contacto ni afecto con su media hermana mayor, María Ana de Borbón, ni con su hermana menor, Francisca María de Borbón, ya que las tres hermanas estaban celosas la una de la otra. Luisa Francisca y Francisca María fueron especialmente competitivas, despreciando cualquier aumento en el estatus o rango que la otra, o que cualquiera de sus hijos, pudiera lograr.
Habiendo heredado la pasión de sus padres por la música y el baile, Luisa Francisca se convirtió en una buena bailarina. Cuando tenía nueve años, representó Juventud en un ballet dedicado a la delfina de Francia. También heredó el ingenio agudo y cáustico de su madre, el famoso espíritu de Mortemart, que la hizo popular con algunos pero no con otros. Saint-Simon dijo más tarde sobre la futura princesa de Condé:

...su rostro estaba formado por los amores más tiernos y su naturaleza hecha para divertirse con ellos. Poseía el arte de poner a todos a gusto; No había nada en ella que no tiende a agradar naturalmente, con una gracia sin paralelo, incluso en sus más leves acciones. Hizo cautiva incluso a quienes tenían más motivos para temerla, y quienes tenían las mejores razones para odiarla a menudo requerían recordar el hecho de resistir sus encantos. Deportiva, alegre y alegre, pasó su juventud en frivolidad y en placeres de todo tipo, y, cada vez que se presentaba la oportunidad, se extendía incluso al libertinaje.

También fue llamada:

La más bonita, más ingeniosa y más traviesa del ayuno en la segunda mitad del reinado, y estaba en constante agua caliente. Su verso cómico, con demasiada frecuencia indecente, era realmente divertido, excepto para las víctimas, y el rey no se divirtió en absoluto con un conjunto que ella había escrito sobre su augusto yo.

## Matrimonio

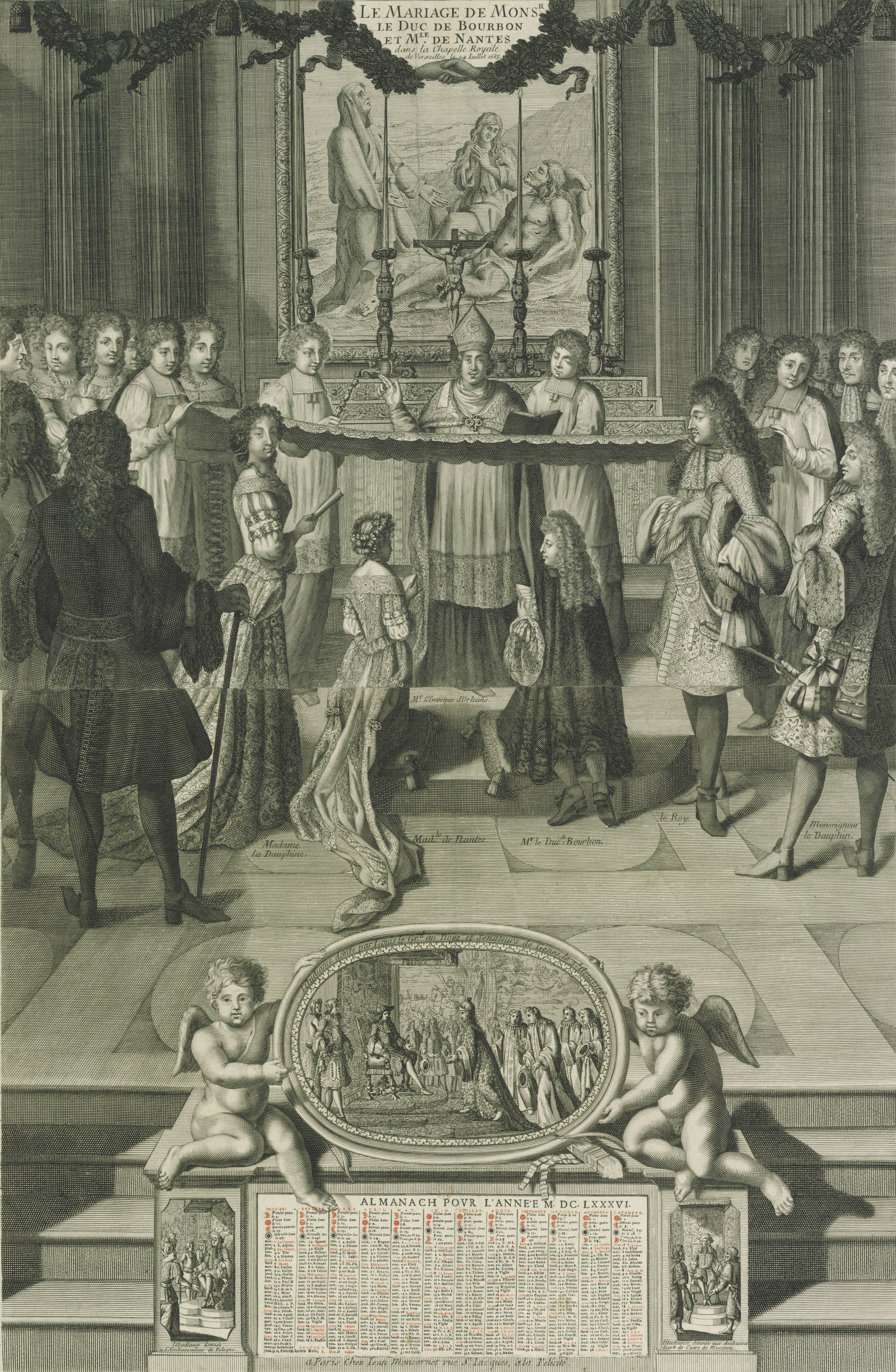
El matrimonio de Mademoiselle de Nantes con el duque de Borbón, Anónimo, 1685.

El 25 de mayo de 1685, a la edad de once años, Luisa Francisca se casó con Luis de Borbón-Condé, duque de Borbón, un primo lejano de dieciséis años de su padre. Luis era hijo de Enrique Julio, duque de Enghien, hijo del jefe de la Casa de Condé, una rama cadete de la actual Casa de Borbón. Su madre era Ana Enriqueta del Palatinado. Luis XIV le dio a su hija un millón de libras francesas como dote por su matrimonio.
En la corte, el esposo de Luisa Francisca era conocido por el título de cortesía del duque de Borbón, y se lo llamó Monseñor el Duque. Como resultado, su reciente esposa se hizo conocida como Madame la Duquesa.
Algún tiempo después de su matrimonio en 1686, mientras la corte residía en el Palacio de Fontainebleau, Luisa Francisca contrajo la viruela. Mientras que su esposo, entonces de diecisiete años, no ayudó a cuidarla para que recuperara la salud, su madre y su abuelo, el Gran Condé, sí lo hicieron. Luisa Francisca se recuperó, pero el Gran Condé murió el siguiente noviembre después de haber contraído su enfermedad. Luisa Francisca y su esposo finalmente tuvieron nueve hijos, todos los cuales sobrevivieron hasta la edad adulta.
Después de que su madre dejara oficialmente la corte en 1691, Luisa Francisca la visitaría en el convento Filles de Saint-Joseph, en la rue Saint-Dominique en París, donde se había retirado. Como se veían a menudo, las dos se volvieron cada vez más cercanas, y Luisa Francisca se vio profundamente afectada por la muerte de su madre en 1707. Luis XIV prohibió a cualquiera en la corte usar ropa de luto para su ex amante, pero, como una señal de respeto por su madre, Luisa Francisca y sus dos hermanos menores, Francisca María de Borbón y el conde de Toulouse, decidieron no asistir a ninguna reunión en la corte. Por otro lado, su hermano mayor, el duque de Maine, apenas podía ocultar su alegría por heredar la fortuna de su madre. El castillo de Clagny le fue legado, pero rara vez lo usaba.
En 1692, su hermana menor, Francisca María, se casó con su primo hermano, Felipe de Orleans, el único hijo y heredero de su tío, el duque Felipe I de Orleans. Como esposa de un petit-fils de France, Francisca María tuvo prioridad en la corte sobre Luisa Francisca y su media hermana, María Ana. Esto, combinado con el hecho de que Francisca María recibió una dote dos veces la cantidad dada a su hermana mayor, enfureció mucho a Luisa Francisca, quien a partir de entonces se volvió bastante competitiva con su hermana menor.
Luisa Francisca era una mujer hermosa y vivaz. Alrededor de 1695, comenzó una aventura romántica con Francisco Luis de Borbón-Conti, el guapo cuñado de su media hermana mayor, María Ana. La esposa de Francisco Luis era la piadosa María Teresa de Borbón-Condé; María Teresa era a su vez la hermana mayor del esposo de Luisa Francisca. Se cree que la cuarta hija de Luisa Francisca, María Ana, nacida en 1697, fue el resultado de este amorío.
Cuando su esposo descubrió la infidelidad de su esposa, él estaba furioso pero no discutió abiertamente con el príncipe de Conti debido al temor que le tenía a suegro, Luis XIV. Su medio hermano mayor, el gran delfín, con quien Luisa Francisca era cercana, permitió que la pareja se encontrara en su finca en Meudon, lejos de su esposo y la corte.
Tras la muerte de su suegro el 1 de abril de 1709, su esposo heredó el título de príncipe de Condé. Sin embargo, no heredó el rango de premiere príncipe de sangre de su padre, que en su lugar fue transferido oficialmente de la Casa de Condé a la Casa de Orleans. Como resultado, el esposo de su hermana menor, el duque de Orleans, podía usar el estilo de Monseñor el Príncipe. En consecuencia, su esposa Francisca María, tuvo derecho a usar el estilo Madame la Princesa. A pesar de que Francisca María nunca se refirió a sí misma como Madame la Princesa, esta transferencia de rango agravó en gran medida la rivalidad entre Luisa Francisca y su hermana menor.

## Viudez

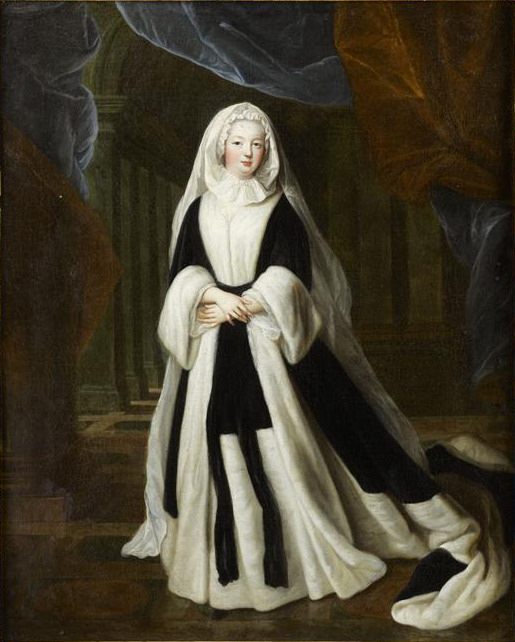
Luisa Francisca de Borbón de luto, por Pierre Gobert, 1733. Museo Condé

El esposo de Luisa Francisca, que en ese momento había desarrollado demencia senil, no sobrevivió a su padre por mucho tiempo y murió en el año 1710. Aunque Luisa Francisca debería haber asumido oficialmente el estilo de Madame la Princesse de Condé douairière (Madame la princesa viuda de Condé) a la muerte de su esposo, ella eligió ser conocida en su viudez como Madame la Duchesse douairière (Madame la duquesa viuda). Tenía un retrato con su vestido de viuda. Cuando murió su esposo, se dice que se vio afectada, pero Madame de Caylus no creía que su dolor fuera sincero.
Con la esperanza de congraciarse con el futuro rey, Luisa Francisca asistía con frecuencia a la corte de su medio hermano mayor, el gran delfín, en el castillo de Meudon. Allí tuvo un acercamiento con Isabel Teresa de Lorena, la princesa de Epinoy, y su hermana mayor, Mademoiselle de Lillebonne, futura abadesa de Remiremont. Inesperadamente, el delfín murió en 1711, arruinando el plan de su hermana de establecer una relación más sólida con la Corona. A pesar de sus esperanzas frustradas, Luisa Francisca se vio profundamente afectada por la muerte del delfín. Esta muerte convirtió a su sobrino, Luis, duque de Borgoña, y su esposa, María Adelaida de Saboya, los nuevos delfín y delfina de Francia.
María Adelaida y Luisa Francisca se convertirían en acérrimas enemigas debido a la actitud condescendiente de la nueva delfina hacia las damas de rango inferior. A la duquesa de Orleans y a la princesa viuda de Conti, mayor, también les desagradaba su sobrina por su comportamiento arrogante.
Como viuda, Luisa Francisca se convirtió en una buena amiga de Jeanne Baptiste d'Albert de Luynes, la ex amante del duque Víctor Amadeo II de Saboya. Jeanne Baptiste había escapado de Saboya en 1700 y residía en París desde entonces. Ella fue una gran figura literaria del momento.
En dos años, en 1712, el nuevo delfín y su joven esposa murieron, dejando solo un hijo pequeño, el duque de Anjou, como el legítimo heredero de Luis XIV. En 1715, el rey murió y fue sucedido por su bisnieto de cinco años, Luis XV. Inmediatamente surgió una controversia entre el hermano mayor de Luisa Francisca, el duque de Maine, y su cuñado, el duque de Orleans, sobre cuál de los dos debería ser declarado regente. Después de que el Parlamento de París deliberase durante una semana, el duque de Orleans fue declarado regente oficial. Esto, por supuesto, exacerbó la rivalidad entre Luisa Francisca y su hermana menor, la duquesa de Orleans, ahora la dama de más alto rango de Francia.
Durante la Regencia, Luisa Francisca estuvo frecuentemente ocupada con las aventuras de su segunda hija, Luisa Isabel, princesa de Conti, que se había convertido en la amante de Philippe Charles de La Fare. Cuando el esposo de su hija, Luis Armando II de Borbón-Conti, descubrió el enlace, se volvió físicamente abusivo hacia su esposa. Se creía que el único hijo de la pareja de Conti, Luis Francisco, era el resultado de la relación adúltera de su madre con La Fare. Luisa Isabel luego se refugió de su violento esposo con su madre en el Palacio Borbón.
En 1714, su sobrina, Mademoiselle de Maine, la hija de su hermano mayor, el duque de Maine, fue bautizada en honor a Luisa Francisca.
En la década de 1720, Luisa Francisca se convirtió en la amante del marqués de Lassay. Para estar más cerca de ella, construyó el Hôtel de Lassay junto al Palacio Borbón, su residencia en París. Más tarde, se construyó una galería, que alberga la parte más grandiosa y pública de la colección de pinturas que hizo que la reputación de Lassay como conocedor redundara en los círculos parisinos durante una generación después de su muerte. La galería que unía los dos edificios también permitió a los amantes tener un mejor acceso el uno al otro. 
En 1737, se le pidió que fuera la madrina del hijo mayor de Luis XV, el delfín Luis Fernando. El padrino del joven delfín era el sobrino de Luisa Francisca, Luis I de Orleans.
Cuando su hijo Luis Enrique cayó en desgracia durante la regencia de Felipe II de Orleans, Luisa Francisca consideró a la amante de su hijo, Madame de Prie, como la causa. Como tal, Luisa Francisca la detestó. Su hijo murió en el exilio en 1740, siendo sucedido por su hijo Luis José como príncipe de Condé, que tenía cuatro años.

## Palacio Borbón

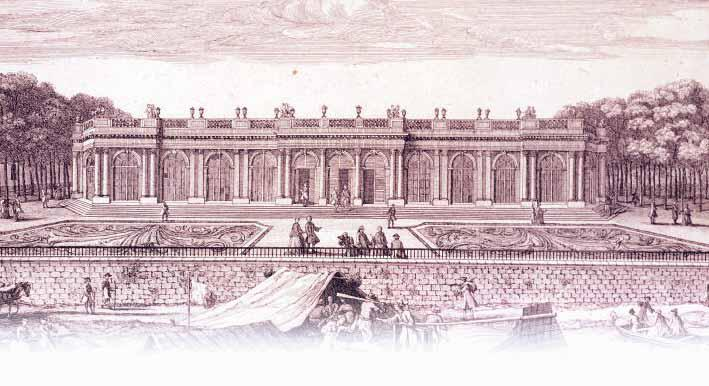
La fachada del Palacio Borbón, en tiempos de la duquesa.

Durante su larga viudez, Luisa Francisca construyó el Palacio Borbón en París, no lejos de las residencias de sus hermanos sobrevivientes. Nombrado en honor a su familia, fue construido tras su estancia en el Gran Trianón, que se convirtió en la inspiración arquitectónica de su nuevo hogar.
La construcción del palacio comenzó en 1722, cuando la duquesa tenía cuarenta y nueve años. Participaron varios diseñadores, entre ellos Robert de Cotte, quien elaboró planes alrededor de 1720; Lorenzo Giardini, quien murió en 1722;  y Lassurance, quien murió en 1724. Jean Aubert se convirtió en el arquitecto jefe en 1726 y se le atribuye el crédito por el diseño definitivo. Jacques Gabriel actuó como consultor. 
El palacio tenía una colección de grandes salas de recepción; la principal era la Galerie, que daba al Sena. El salón principal del palacio miraba hacia el Palacio de las Tullerías al este. El palacio estaba conectado al Hôtel de Lassay por medio de un pasillo que daba a un parterre conjunto.
Su media hermana mayor, Maria Ana de Borbon, que era la princesa viuda de Conti, vivía en el Hôtel de Conti, frente al Louvre, en el Quai de Conti. Su hermano mayor, el duque de Maine, era dueño del Hôtel du Maine (destruido en 1838) en la rue Bourbon (ahora la rue de Lille), muy cerca del Palacio Borbón. Su hermana menor, la duquesa de Orleans, vivía en el Palacio Real, la residencia de los Orleans en París. Cerca del Louvre y el Palacio Real, su hermano menor, el conde de Toulouse, vivía en el Hôtel de Toulouse. En 1733, su hija Luisa Isabel se mudó a una casa muy cerca del Palacio Borbón, que se convirtió en otro Hôtel de Conti (ahora el Hôtel de Brienne), en la rue Saint-Dominique.

## Muerte
La princesa viuda de Condé moriría por causas naturales en el Palacio de Borbón en París, llevando a sus espaldas una larga lista de amantes y de conflictos con otras damas de la corte.

## Descendencia
Luisa Francisca contrajo matrimonio con Luis de Borbón, duque de Borbón y futuro príncipe de Condé. De este matrimonio nacieron: 
1. María Gabriela Leonor (1690-1760); abadesa de Saint-Antoines-des-Champs.
2. Luis Enrique (1692-1740); duque de Borbón y príncipe de Condé.
3. Luisa Isabel (1693-1775); princesa de Conti, casada con Luis Armando II de Borbón-Conti.
4. Luisa Ana (1695-1768); Mademoiselle de Charolais. Duquesa de Aumale
5. María Ana (1697-1741); Mademoiselle de Clermont, duquesa de Joyeuse, casada con Luis II de Melun.
6. Carlos (1700-1760); conde de Charolais, tuvo un hijo con Juana de Valois-Saint-Rémy. Este hijo fue Luis Tomás de Borbón-Condé y Valois (1718), pero no fue reconocido como legítimo.
7. Enriqueta Luisa (1703-1772); Mademoiselle de Vermandois, abadesa de Beaumont-lès-Tours.
8. Isabel Teresa (1705-1765); Mademoiselle de Sens.
9. Luis (1709-1771); conde de Clermont, abad de Saint-Germain-des-Prés.

## Galería

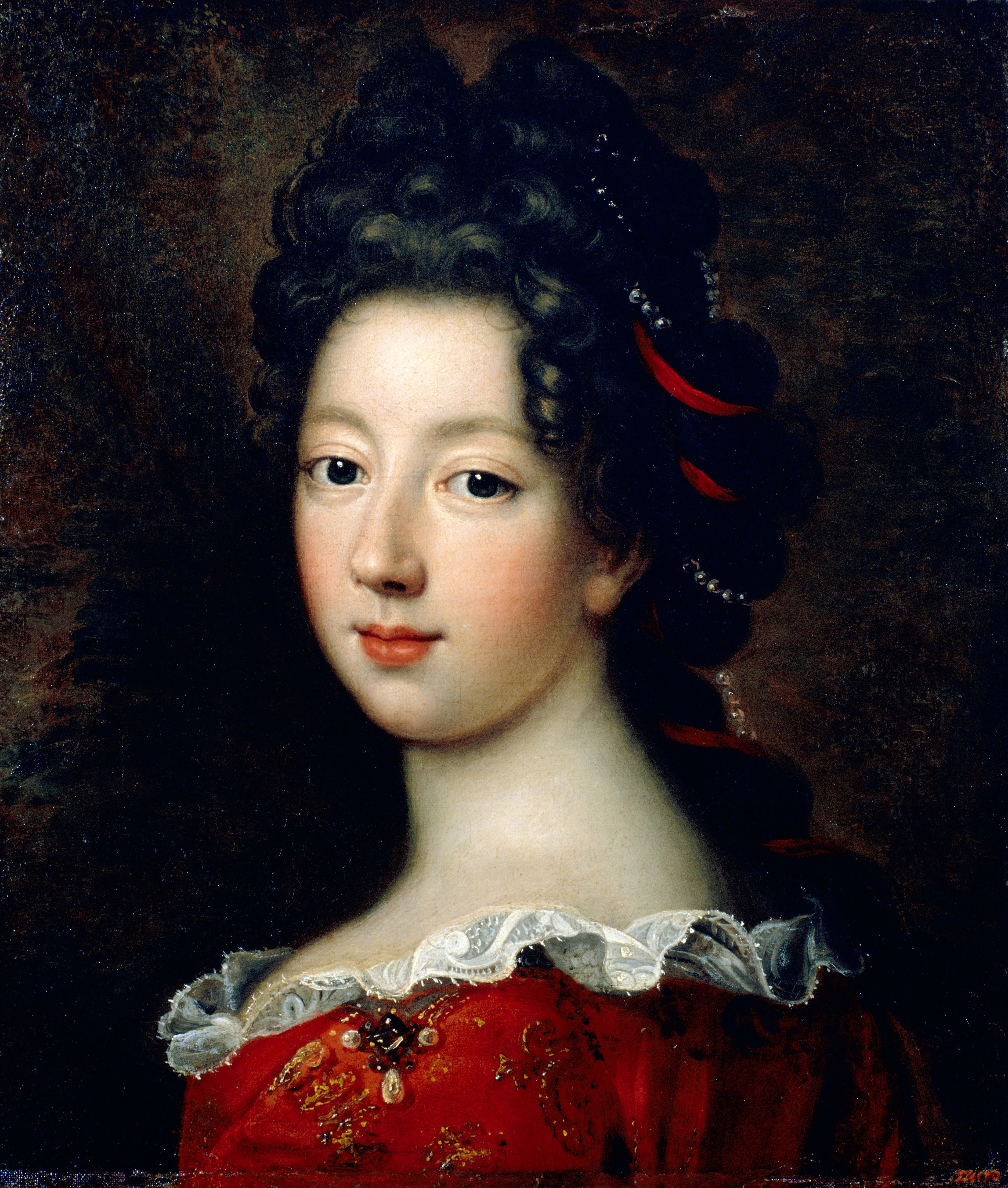
Luisa Francisca por François de Troy.
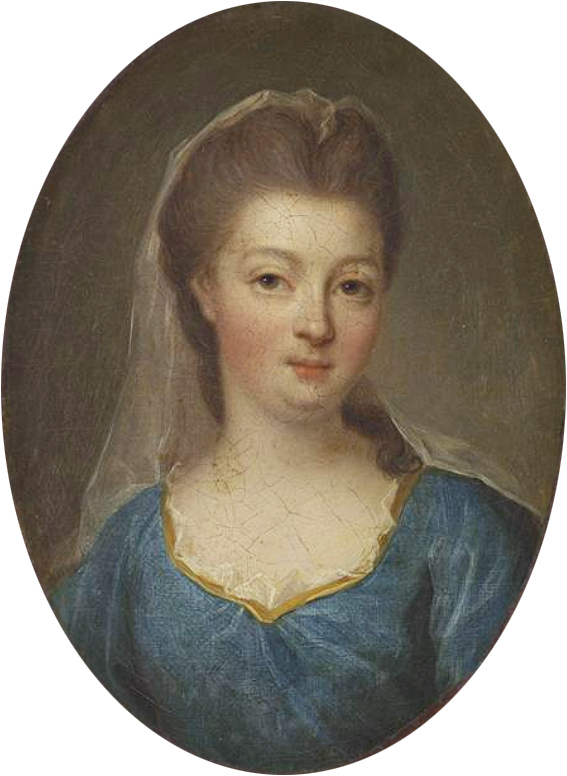
La princesa Luisa Francisca de Borbón según Pierre Gobert.
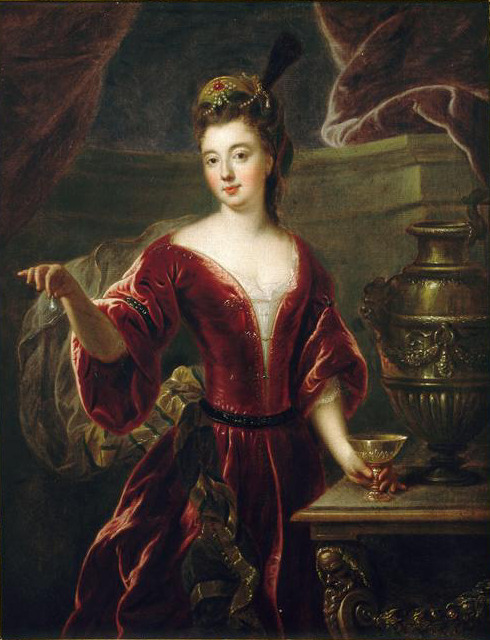
Mademoiselle de Nantes.
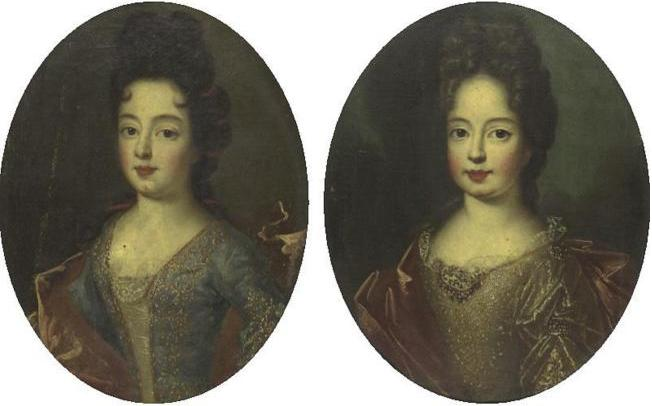
Luisa Francisca (derecha) y su hermana Francisca María (izquierda).
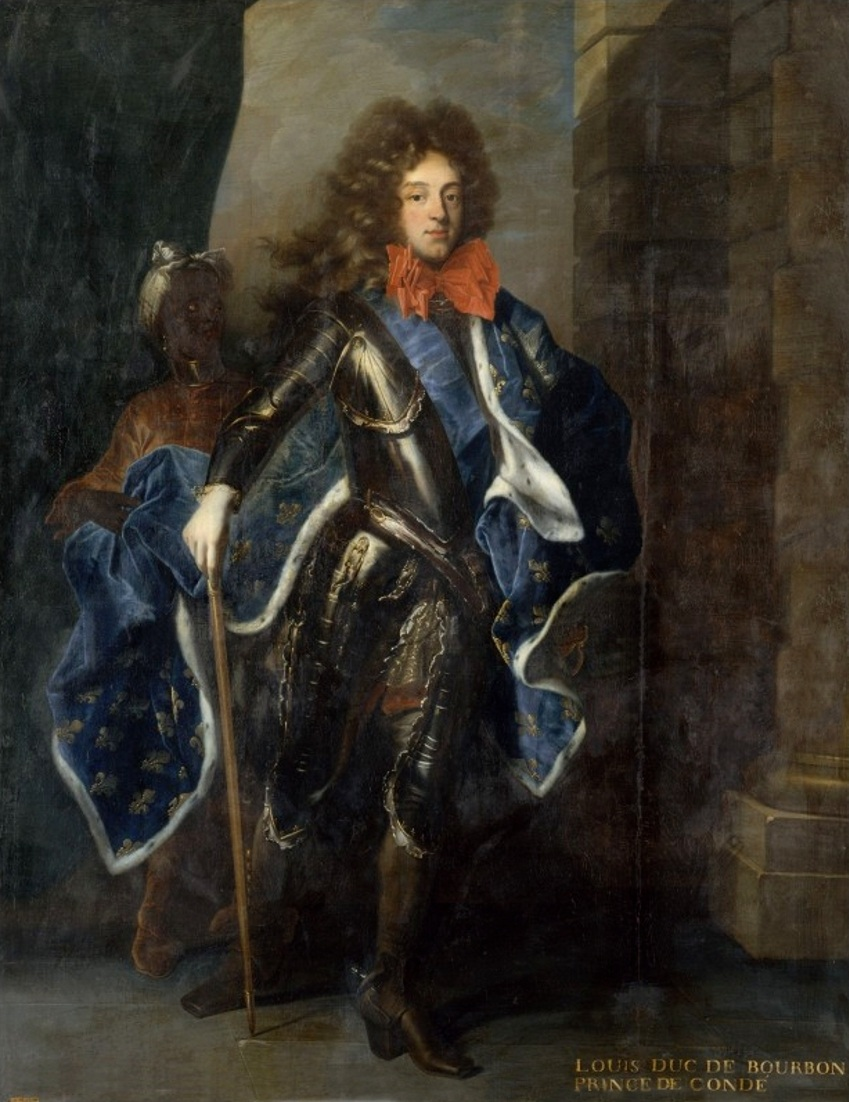
Luis III de Borbón-Condé, esposo de Luisa Francisca.